# NGC 645
NGC 645 est une galaxie spirale barrée située dans la constellation des Poissons. NGC 645 a été découverte par l'astronome allemand Albert Marth en 1864.

## Caractéristiques
Sa vitesse par rapport au fond diffus cosmologique est de 3 013 ± 21 km/s, ce qui correspond à une distance de Hubble de 44,4 ± 3,1 Mpc (∼145 millions d'al).
À ce jour, sept mesures non basées sur le décalage vers le rouge (redshift) donnent une distance de 44,200 ± 9,125 Mpc (∼144 millions d'al), ce qui est à l'intérieur des valeurs de la distance de Hubble.
La classe de luminosité de NGC 645 est II et elle présente une large raie HI.

## Groupe de NGC 645
NGC 645 est la plus grosse galaxie d'un petit groupe de galaxies qui porte son nom. Le groupe de NGC 645 comprend au moins quatre autres galaxies : NGC 632, NGC 638, UGC 1137 et UGC 1172.
Les galaxies NGC 632 et NGC 645 sont dans la même région de la sphère céleste et elles sont à des distances semblables de la Voie lactée. Elles forment une paire physique de galaxies.